# News of the World Tour
News of the World Tour fue una gira de conciertos realizada por la banda de Rock británica Queen. El Tour promocionaba el álbum News of the World, en el cual estaban incluidos los éxitos We Are the Champions , Spread Your Wings y We Will Rock You.
Este fue uno de los tours más cortos de la banda ya que contó con solo 2 mangas que incluyen conciertos en Norteamérica y Europa respectivamente, el tour dejó de lado Japón.

## Lista de canciones

### Primera manga
- 1. We Will Rock You (Fast Version)
- 2. Brighton Rock
- 3. Somebody to Love
- 4. Death on Two Legs
- 5. Killer Queen
- 6. Good Old-Fashioned Lover Boy
- 7. I'm In Love With My Car
- 8. Get Down Make Love
- 9. The Millionaire Waltz
- 10.You're My Best Friend
- 11.Spread Your Wings
- 12.Liar
- 13.Love of My Life
- 14.'39
- 15.My Melancholy Blues
- 16.White Man
- 17.Instrumental Inferno
- 18.The Prophet's Song
- 19.Now I'm Here
- 20.Stone Cold Crazy
- 21.Bohemian Rhapsody
- 22.Tie Your Mother Down
- 23.We Will Rock You
- 24.We Are the Champions
- 25.Sheer Heart Attack
- 26.Jailhouse Rock
- 27.God Save the Queen

#### Canciones interpretadas ocasionalmente
- It's Late
- Keep Yourself Alive (normalmente después de Bohemian Rhapsody)
- Doing All Right
- Ogre Battle (Filadelfia)
- Sleeping on the Sidewalk (Portland)
- White Christmas(Los Ángeles)

### Segunda manga
- 1. We Will Rock You (Slow/Fast)
- 2. Brighton Rock
- 3. Somebody to Love
- 4. Death on Two Legs
- 5. Killer Queen
- 6. Good Old-Fashioned Lover Boy
- 7. I'm In Love With My Car
- 8. Get Down Make Love
- 9. The Millionaire Waltz
- 10.You're My Best Friend
- 11.Spread Your Wings
- 12.I'ts Late
- 13.Now I'm Here
- 14.Love of My Life
- 15.'39
- 16.My Melancholy Blues
- 17.White Man
- 18.Instrumental Inferno
- 19.The Prophet's Song
- 20.Stone Cold Crazy
- 21.Bohemian Rhapsody
- 22.Keep Yourself Alive
- 23.Tie Your Mother Down
- 24.We Will Rock You
- 25.We Are the Champions
- 26.Sheer Heart Attack
- 27.Jailhouse Rock
- 28.God Save the Queen

#### Canciones interpretadas ocasionalmente
- Liar
- Big Spender (Berlín)
- White Queen (última noche del tour)

## Fechas del Tour
| Fecha                        | Ciudad      | País           | Lugar                  |
| ---------------------------- | ----------- | -------------- | ---------------------- |
| Primera Manga - Norteamérica |             |                |                        |
| 11 de noviembre de 1977      | Portland    | Estados Unidos | Centro Cívico          |
| 12 de noviembre de 1977      | Boston      | Estados Unidos | Boston Garden          |
| 13 de noviembre de 1977      | Springfield | Estados Unidos | Centro Cívico          |
| 15 de noviembre de 1977      | Providencia | Estados Unidos | Centro Cívico          |
| 16 de noviembre de 1977      | New Haven   | Estados Unidos | Memorial Coliseum      |
| 18 y 19 de noviembre de 1977 | Detroit     | Estados Unidos | Cobo Arena             |
| 21 de noviembre de 1977      | Toronto     | Canadá         | Maple Leaf Garden      |
| 23 y 24 de noviembre de 1977 | Filadelfia  | Estados Unidos | Wachovia Spectrum      |
| 25 de noviembre de 1977      | Norfolk     | Estados Unidos | Scope Arena            |
| 27 de noviembre de 1977      | Richfield   | Estados Unidos | Coliseum               |
| 29 de noviembre de 1977      | Washington  | Estados Unidos | Capitol Centre         |
| 1 y 2 de diciembre de 1977   | Nueva York  | Estados Unidos | Madison Square Garden  |
| 4 de diciembre de 1977       | Dayton      | Estados Unidos | University Arena       |
| 5 de diciembre de 1977       | Chicago     | Estados Unidos | Stadium                |
| 8 de diciembre de 1977       | Atlanta     | Estados Unidos | Omni                   |
| 10 de diciembre de 1977      | Fort Worth  | Estados Unidos | Centro de Convenciones |
| 11 de diciembre de 1977      | Houston     | Estados Unidos | Summit                 |
| 15 de diciembre de 1977      | Las Vegas   | Estados Unidos | Aladdin Centre         |
| 16 de diciembre de 1977      | San Diego   | Estados Unidos | Sports Arena           |
| 17 de diciembre de 1977      | Oakland     | Estados Unidos | County Coliseum        |
| 20 y 21 de diciembre de 1977 | Long Beach  | Estados Unidos | Long Beach Arena       |
| 22 de diciembre de 1977      | Inglewood   | Estados Unidos | Forum                  |
| Segunda Manga - Europa       |             |                |                        |
| 12 de abril de 1978          | Estocolmo   | Suecia         | Ice Stadium            |
| 13 de abril de 1978          | Copenhague  | Dinamarca      | Falkoner Theatre       |
| 14 de abril de 1978          | Hamburgo    | Alemania       | Ernest-Merck-Halle     |
| 16, 17 y 21 de abril de 1978 | Bruselas    | Bélgica        | Forest National        |
| 19 y 20 de abril de 1978     | Rótterdam   | Países Bajos   | Ahoy                   |
| 23 y 24 de abril de 1978     | París       | Francia        | Pavilion               |
| 26 de abril de 1978          | Dortmund    | Alemania       | Westfalenhalle         |
| 28 de abril de 1978          | Berlín      | Alemania       | Deutschlandhalle       |
| 30 de abril de 1978          | Zúrich      | Suiza          | Hallenstadion          |
| 2 de mayo de 1978            | Viena       | Austria        | Stadthalle             |
| 3 de mayo de 1978            | Múnich      | Alemania       | Olympiahalle           |
| 6 y 7 de mayo de 1978        | Stafford    | Reino Unido    | New Bingley Hall       |
| 11, 12 y 13 de mayo de 1978  | Londres     | Reino Unido    | Empire Pool            |